# Haushahn Aufzüge
Die C. Haushahn GmbH & Co. KG ist ein Hersteller von Aufzügen und Fahrtreppen. Das Unternehmen ist in den drei Geschäftsbereichen Neuanlagen, Modernisierung und Systemservice tätig. Unternehmenssitz ist Stuttgart-Feuerbach. Die C. Haushahn GmbH & Co. KG ist Teil des Schweizer Schindler Konzerns.

## Geschichte

Historisches Logo

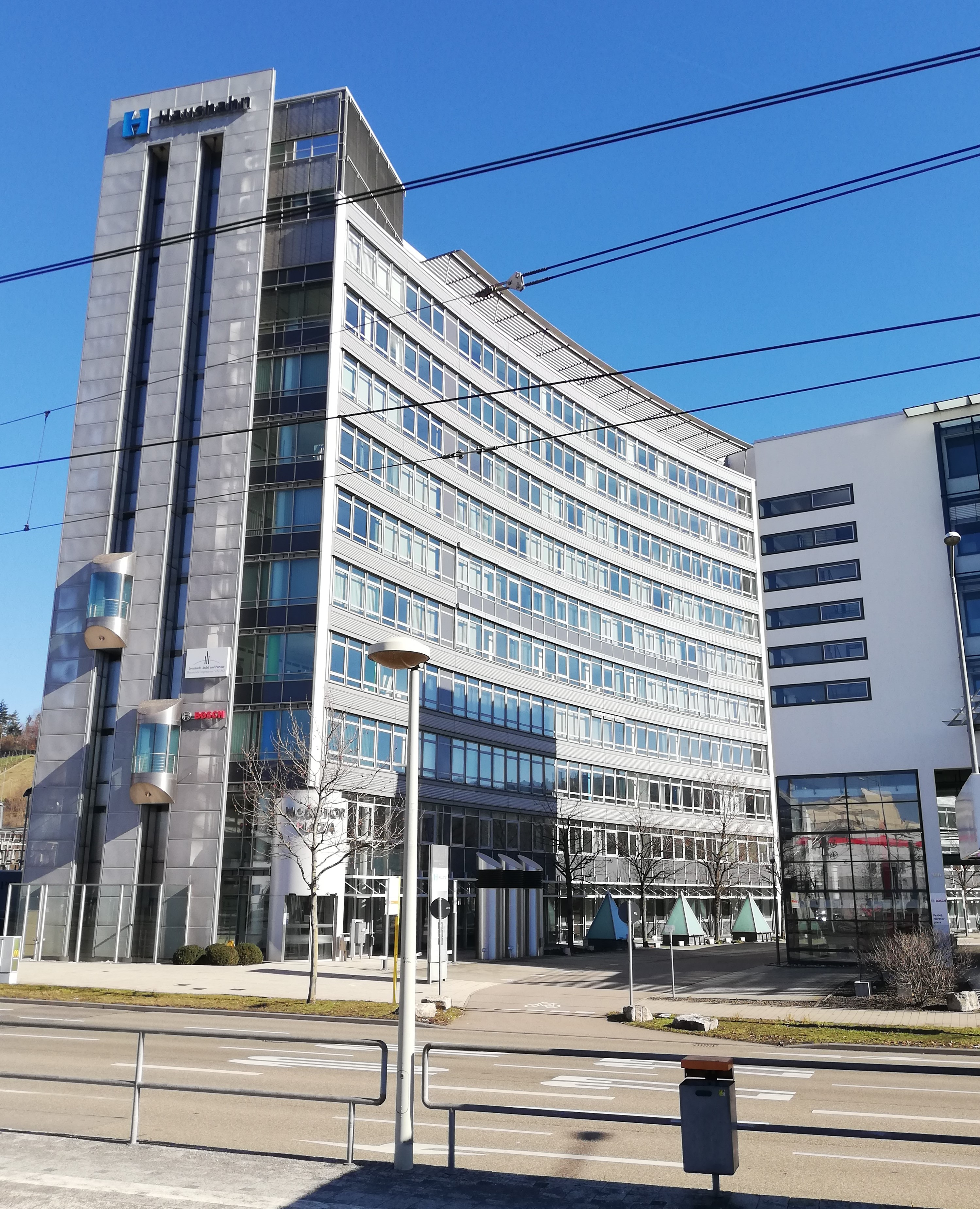
Firmensitz in der Heilbronner Straße in Stuttgart

Im Jahr 1889 übernahm Immanuel Hahn die mechanische Werkstatt des Carl Haushahn in Stuttgart und baute zunächst Boden- und Dezimalwaagen, 1895 folgte der Bau der ersten Aufzüge und die Entwicklung eigener elektrischer Antriebe. Ab 1900 wurden erste elektrische Aufzüge mit Knopfsteuerung gefertigt. 1922 wurden die ersten Hochhausaufzüge in Deutschland gebaut, so zum Beispiel im Stuttgarter Bahnhofsturm und dazu eigene Steuerungen entwickelt. Die ersten Schnellaufzüge in Deutschland wurden ab 1929 gebaut. Ab 1943 war der Diplom-Ingenieur Siegfried Hahn-Woernle (1918–2003) im von seinem Großvater gegründeten Familienunternehmen tätig. Die ersten Panoramaaufzüge wurden ab 1969 gefertigt, ein Jahr später wurde der Kranbau eingestellt. Hahn-Woernle, geschäftsführender Gesellschafter der Aufzugsfirma C. Haushahn GmbH & Co. in Stuttgart-Feuerbach, Illingen und München, wurde 1983 Präsident des Deutschen Instituts für Normung in Berlin. 1988 wurde der Bereich Lagertechnik als eigenes Systemhaus ausgegründet (ab 1999 die eigenständige Viastore systems, Eigentümer Christoph Hahn-Woernle). Ab 1992 wurden Planetengetriebe als Antriebseinheit im Aufzugsbau verwendet, maschinenraumlose Aufzüge wurden ab 1997 entwickelt. 1998 wurde das Unternehmen durch den Schweizer Schindler-Konzern übernommen. Seit 2002 wird der Aufbau einer Zweimarkenstrategie für Deutschland vorangetrieben. Haushahn übernahm ehemalige Geschäftsbetriebe von Schindler und verband sie zur deutschlandweit tätigen Haushahn-Gruppe. 2023 wurde Haushahn zum Sponsor von TSV 1860 München.